# Zverhivți, Horodok
Zverhivți (în ucraineană Зверхівці) este un sat în comuna Iurînți din raionul Horodok, regiunea Hmelnîțkîi, Ucraina.

## Demografie
Componența lingvistică a localității Zverhivți
     Ucraineană (98,53%)
     Rusă (1,18%)
     Alte limbi (0,29%)
Conform recensământului din 2001, majoritatea populației localității Zverhivți era vorbitoare de ucraineană (98,53%), existând în minoritate și vorbitori de rusă (1,18%).